# Seweryn Lehnert
Seweryn Lehnert (ur. 1 stycznia 1886, zm. 30 maja 1954) – polski nauczyciel, urzędnik oświatowy.

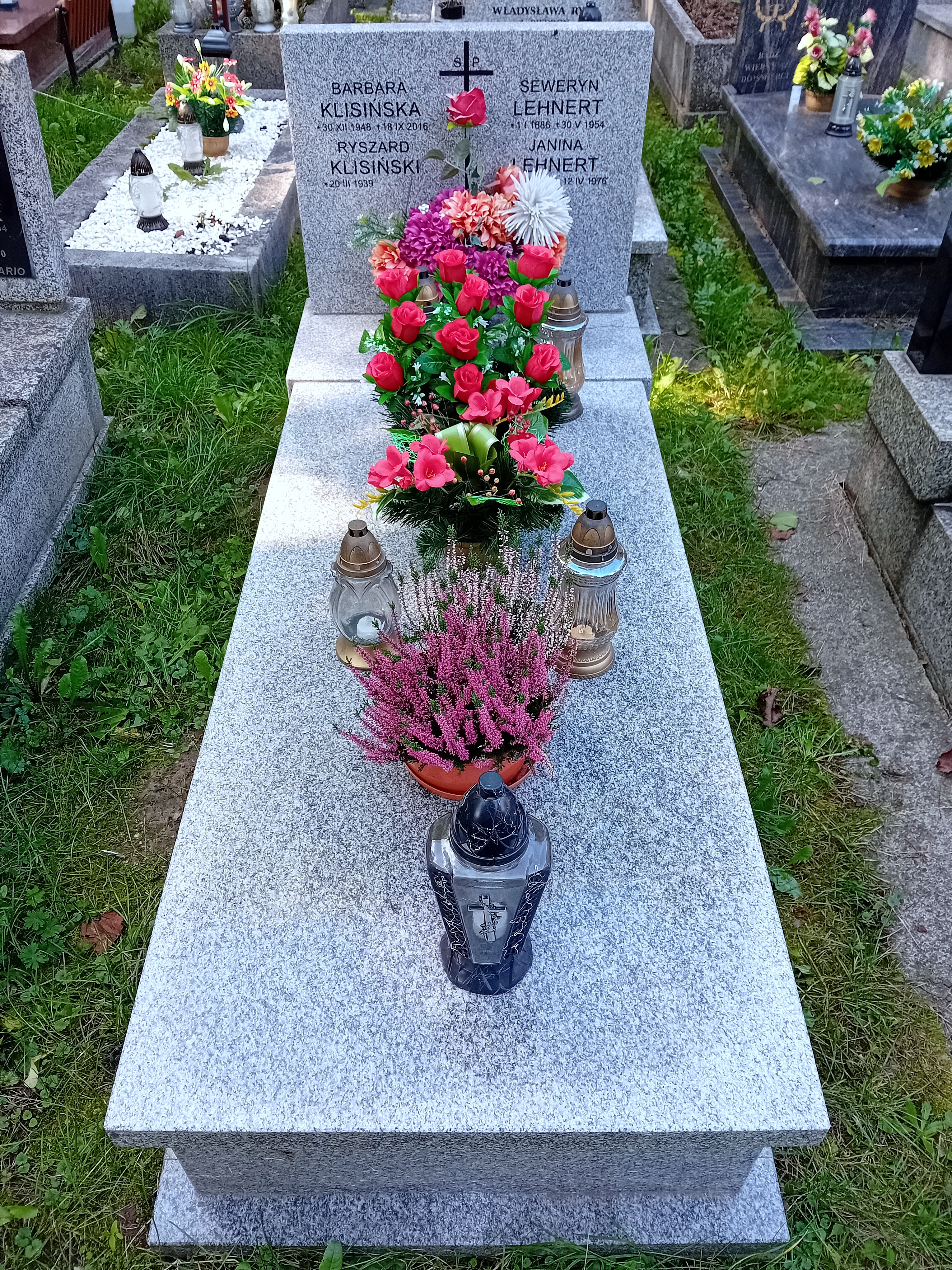
Grobowiec rodzinny Seweryna Lehnerta

## Życiorys
Urodził się w 1886. W 1908 zdał eksternistycznie egzamin dojrzałości w C. K. IV Gimnazjum we Lwowie.
Został nauczycielem. Przed 1914 pracował jako nauczyciel gimnazjalnych w Trembowli, a podczas I wojny światowej jako wygnaniec przebywał w Wiedniu. Na przełomie 1918/1919 był nauczycielem języka polskiego w byłym C. K Gimnazjum w Trembowli. W okresie II Rzeczypospolitej pozostawał nauczycielem. W 1926 był profesorem języka polskiego i języka łacińskiego w V Państwowym Gimnazjum im. Hetmana Stanisława Żółkiewskiego we Lwowie, przydzielonym do Kuratorium Okręgu Szkolnego Lwowskiego z funkcjami referenta. W stopniu VI rangi pełnił funkcję kierownika biura statystycznego w KOSL. W tym czasie jako referent KOSL uczył w Gimnazjum Żeńskim im. Juliusza Słowackiego we Lwowie. Pozostając profesorem V Gimnazjum 23 czerwca 1927 został mianowany radcą KOSL. Był wybierany członkiem komisji dyscyplinarnej dla urzędników KOSL: w 1927, w 1928, w 1932, w 1933. Jako p.o. naczelnika wydziału KOSL został mianowany naczelnikiem wydziału w KOSL z dniem 1 grudnia 1938.
We Lwowie udzielał się społecznie. W 1924 figurował jako zastępca członka okręgu lwowskiego Towarzystwa Nauczycieli Szkół Średnich i Wyższych. Był członkiem zwyczajnym i działaczem Kasyna i Koła Literacko-Artystycznego we Lwowie, w ramach którego działał w komisji literacko-artystycznej, komisji życia towarzyskiego, komisji balotowej, prowadził książnicę i czytelnię czasopism. W 1938, sprawując stanowisko wizytatora KOSL we Lwowie, był członkiem założycielem Stowarzyszenia „Towarzystwo Budowy Panoramy Plastycznej Dawnego Lwowa”. W latach 1946–1950 uczył języka angielskiego w II Liceum Ogólnokształcącym im. Króla Jana III Sobieskiego w Krakowie (wówczas III Gimnazjum i Liceum im. Króla Jana III Sobieskiego).
W latach 20. nauczycielką w Państwowym Gimnazjum Żeńskim im. Królowej Jadwigi oraz w III Państwowym Gimnazjum im. Króla Stefana Batorego we Lwowie była dr Janina Lehnert (z domu Maniak, ur. 1892), była egzaminatorką języka francuskiego, języka angielskiego.
Zmarł 30 maja 1954. Został pochowany na cmentarzu Rakowickim w Krakowie (kwatera XXXIII, rząd 7, miejsce 25).

## Publikacje
- Szkolnictwo w Małopolsce (1924)[27]
- Spis nauczycieli publicznych szkół powszechnych i państwowych seminarjów nauczycielskich oraz spis szkół w okręgu szkolnym lwowskim obejmującym województwa lwowskie, stanisławowskie i tarnopolskie (1924)